# Usi-oni
Az usi-oni (Hepburn: ushi-oni; japánul: 牛鬼; magyarul bivaly démon, esetenként vízibivaly démon) vagy más néven gjúki egy természetfölötti lény a japán néphagyományban, úgynevezett jókai. Jelenléte elsősorban Nyugat-Japánban ismeretes. A hagyomány szerint a tengerparton jelenik meg, és megtámadja az arra járó embereket. 

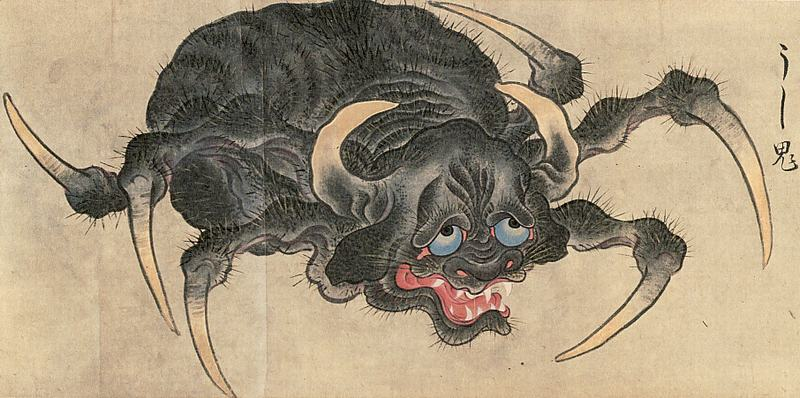
Szavaki Szúsi művész alkotása az usi-oniról a Hjakkai-Zukanban

## Jellemzők
Egy usi-oni természete és kinézete földrajzi fekvéstől függően változhat, de a legtöbb esetben úgy írják le, hogy egy nagy és veszedelmes fenevad, melynek szarvasmarha-szerű feje és démoni teste van, vagy éppen fordítva: teste szarvasmarhára hasonlít, feje pedig egy démonra.  Főként lápos, vizenyős területeken, hegyvidéken, tengerparton, erdőben, tavakban, folyókban és mocsarakban fordul elő. A legismertebb történetek különösen Kanszai és Sikoku régióban születtek. 
Az Edo-korban festett Hjakkai Zukan-ban (百怪図巻, japán képtekercs gyűjtemény) az usi-onit pókszerű törzzsel ábrázolták, három pár lábbal, melynek végén hosszú karmok vannak.  
Kegyetlen természetéről híres; ha valaki felhergeli, arra az illetőre halál vár, vagy átok az egész családjára.

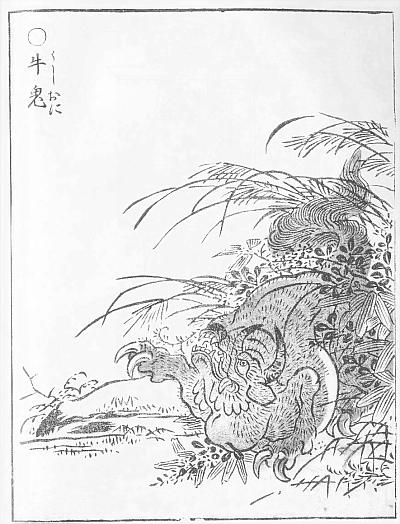
Torijama Szekien művész elképzelése az usi-oniról a Gazu Hjakki Jagjó című tetralógia harmadik kötetében (画図百鬼夜行)

## Változatok tájegységenként

### Vakajama prefektúra 和歌山県
Vakajama prefektúrában található Nisimuro és Higashimuro körzetben számos história kering az usi-oniról, ami a vízeséseknél lakik. Ezeket a zuhatagokat sokszor a démon után usi-oni-fucsinek vagy usi-oni-takinak nevezik el. Az egyik ilyen szellemről azt beszélik, hogy úgy néz ki, mint egy ökör, ogre-szerű fejjel és piros orral. Éjjelenként belopódzik a tehénistállóba, nyalogatja az állatok testét és viaskodik azokkal. Azonban szinte sosem veszik észre az emberek, mert léptei halkak, szarva pedig puha, gumiszerű, így nem csap zajt, ha az a falnak csapódik. Egy másik legenda szerint, ha egy kiránduló belebotlik az erdőben egy usi-oniba, és a tekintetük találkozik, akkor az illető lelkét a szellem kiszipolyozza. Ezt japánul „kage wo kuu”-nek (影を食う) vagy „kage wo nomu”-nek (影を飲む) nevezik, azaz „megenni az árnyat” vagy kiinni a lelket”.
A szintén Wakajama prefektúrában található Ótó faluban (大塔村) él egy démon, melynek feje olyan, mint egy macskáé, teste mint az ököré, sárga színű, fekete pöttyökkel. Betegséget és halált hoz arra, aki megpillantja őt. 
Az említett Nisimuro körzetben számos história szól arról, hogy ha egy tó mocsarassá, iszapossá válik, megjelenik abban egy usi-oni, aki a tóba dobált köveket kihelyezi a partra. A szóbeszéd szerint minden hónap 23-án éjjel hallani lehet, ahogy sír.

### Okajama prefektúra 岡山県
Usimado városát (牛窓町) különös legenda övezi, mely egy mesebeli uralkodóról és egy usi-oniról szól. A történet szerint Dzsingú japán császárnő férfinek öltözve érkezett a városba, miután férje, a császár meghalt. Ekkor megjelent egy Dzsinriki nevű démon, melynek ogre-szerű fejéből alakultak ki Usimado kis szigetei, nyakából lett a Kidzsima sziget, a törzséből Maedzsima sziget illetve farkából lett az Aodzsima sziget.  A város nevét erről a legendáról kapta.

### Ehime prefektúra 愛媛県
Az usi-oni valószínűleg Uvadzsima városában örvend a legnagyobb népszerűségnek, Ehime prefektúrában. Itt kerül megrendezésre ugyanis minden év júliusában a híres Uvadzsima Usi-oni Macuri (宇和島牛鬼祭り), azaz usi-oni fesztivál. Az usi-oninak ebben az esetben tisztító szerepe van; a hagyomány szerint elüldözi az ártó démonokat, szellemeket. Az esemény egyik jellegzetessége egy hatalmas usi-oni jelmez, melyet – hasonlóan a sárkánytánchoz a kínai újévi ünnepségen – több ember mozgat. Öltözéke vörös, vagy barna szokott lenni.

### Simane prefektúra 島根県
A másik legismertebb usi-oni Simane prefektúra tengerpartjain bukkan fel: hatalmas, kíméletlen víziszörnyként ábrázolják, ami megtámadja a halászokat. Érdekesség, hogy összeköttetésben áll egy másik vízidémonnal, az úgynevezett nure-onnával (濡女), mely néha megjelenik, mikor az usi-oni támadásra készül. Ekkor a nure-onna ráveszi a halászt, hogy fogja meg a gyermekét. A gyermek azonban hozzáragad a halász kezéhez, és egyre súlyosabb lesz, így megakadályozva, hogy az ember el tudjon menekülni az usi-oni elől. 
Az Izumó városában (出雲) született legendák egy teljesen eltérő képet mutatnak a bivalydémonról, ugyanis egyáltalán nem úgy néz ki, mint egy ökör, sokkal inkább egy ragyogó, fehér pillangóként írják le. Ez az usi-oni csapatba verődve, utazók testéhez ragad, akik át próbálnak menni egy hídon nyirkos, esős napokon.

### Kagava prefektúra 香川県
Takamacu (高松市) városában található 82. Negoro-dzsi buddhista szentély bejáratánál egy szoborként ábrázolt usi-oni található. A szobor két lábon áll, agyara hatalmas, fülei nagyok, végtagjai olyanok, mint egy repülőmókusé. A szobor mellett található táblán leírják, hogy ez a szörny 400 éve rettegésben tartotta a környéket, azonban egy tehetséges íjásznak sikerült őt megölnie. A legenda szerint ezt a személyt Jamada Kurando Takakijo-nak (山田蔵人高清) hívták, aki később a szörnyszülött szarvát a szentélynek ajándékozta, melyet a mai napig meg lehet tekinteni a szentélyben.

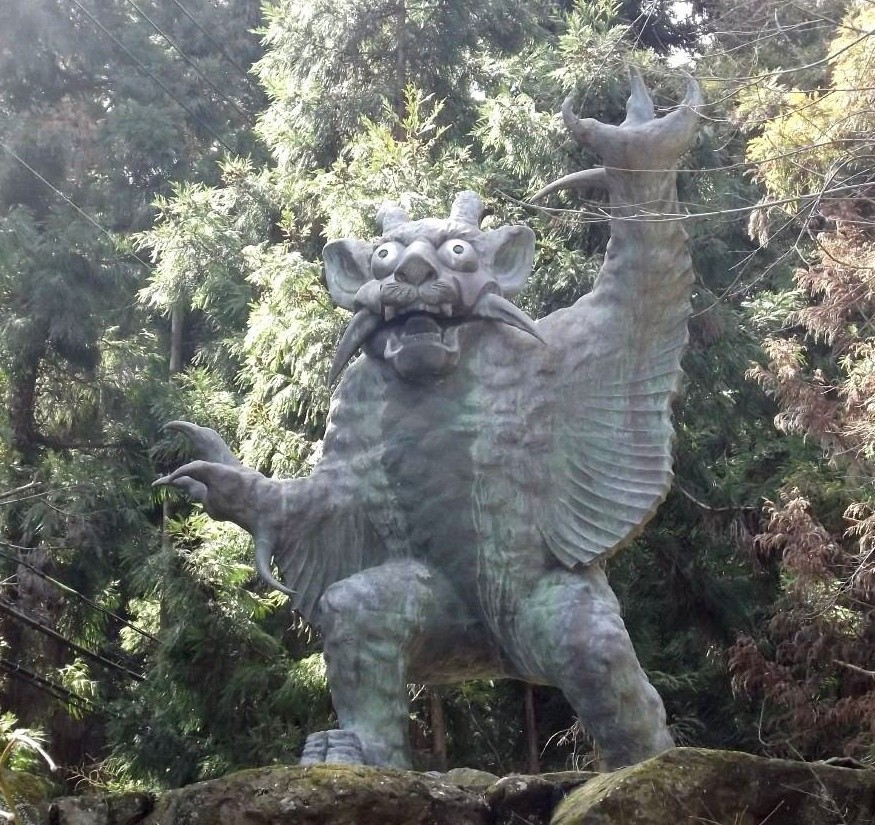
Usi-oni szobor a 82. Negoro-dzsi buddhista szentélynél

### Kiotó 京都
A hagyomány szerint a kiotói Kumihama-öbölben (久美浜湾) nem tanácsos éjszaka halászni, mert a halászok elmondása szerint egy hívogató hangot lehet hallani a part túlsó feléről, azonban mikor egy halász átevez oda, nem találni ott senkit. Ekkor a hang megint hívogatja őt, ezúttal onnan, ahonnan korábban eljött. A halász keresi egy ideig a hang forrását, de csalódottan visszamegy a csónakjához, és arra eszmél, hogy minden kifogott hal eltűnt onnan. A történetben szereplő kísértetet az osi-unival azonosítják. 

## Klasszikus művekben
Szei Sónagon Párnakönyv (Makura no szósi 枕草子) című naplójában a 10. századból említésre kerül az usi-oni, valamint egy japán történelmi eposzban a 14. századból, a Taiheikiben (太平記) szintén lehet róla olvasni.
Habár a gjúkiről szóló mesék leginkább Nyugat-Japánra jellemzőek, számos feljegyzés található olyan lényekről, amik Tokió kerületeiben, leginkább Aszakuszában jelennek meg. 

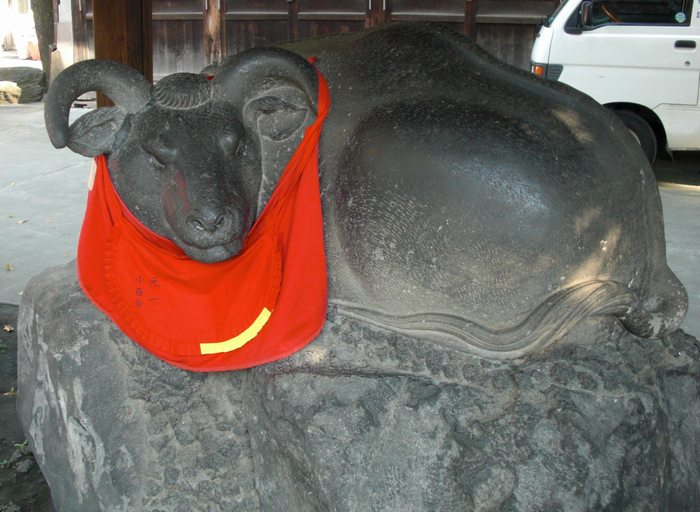
Kis Nadeusi szobor, Usidzsima szentély, Szumida kerület (墨田区), Tokió

Tokió Szumida kerületében található Usidzsima szentély története hosszú időkre nyúlik vissza. A folyó keleti partja lényegében füves terület volt, még az Edo-korszak idején is a folyó ezen oldala megmunkálatlan volt. Az Aszuka-kor és Nara-kor során az árteret szarvasmarhák legeltetésére használták. Így később a területet Usidzsimának (牛島) kezdték el nevezni, azaz „tehénszigetnek”. 
A legenda szerint 1251-ben egy bikadémon érkezett a szentélybe, majd fel-alá szaladva eldobott egy hajtincset. A hajfonatot kegyelettel őrizték, mint szent kincset. A történetnek emléket állít a főépület mellett felállított bika szobor, a Nadeusi (撫で牛). A hagyomány szerint a szarvasmarha szobor kigyógyít minden betegségből, megszünteti a fájdalmat; ehhez csak meg kell érinteni magunkon azt a területet, ahol fáj, majd ugyanazt a részt végig simítani a szobron.

## Popkultúra
A Power Rangers (Super Sentai Series; スーパー戦隊シリーズ) szuperhős-sorozatban többször is feldolgozták az usi-onit:
- A Ninja Sentai Kakuranger-ben (忍者戦隊カクレンジャー Ninja Sentai Kakurenjā) az usi-oni egy szörnyként jelenik meg.
- A Samurai Sentai Shinkenger-ben (侍戦隊シンケンジャー Samurai Sentai Shinkenjā) a Gozunagumo nevű ellenség megalkotóját az usi-oni inspirálta: póktestű, bivalyfejű szörnyként jelenik meg a sorozatban.

## Az usi-oni valóságalapja
Tokusima prefektúra Anan nevű településén őrzik egy emlős koponyáját, amiről a helyiek azt állítják, hogy az egy gjúki. Az állati maradvány a Kadzsima családhoz tartozik. A hiedelem szerint réges-régen egy gjúki terrorizálta a helybélieket. A Kadzsima család ősei a földművesek kérésére elpusztították az embereket kínzó szörnyeteget, annak nyakát pedig hazavitték, mely azóta is ott van a városban. 

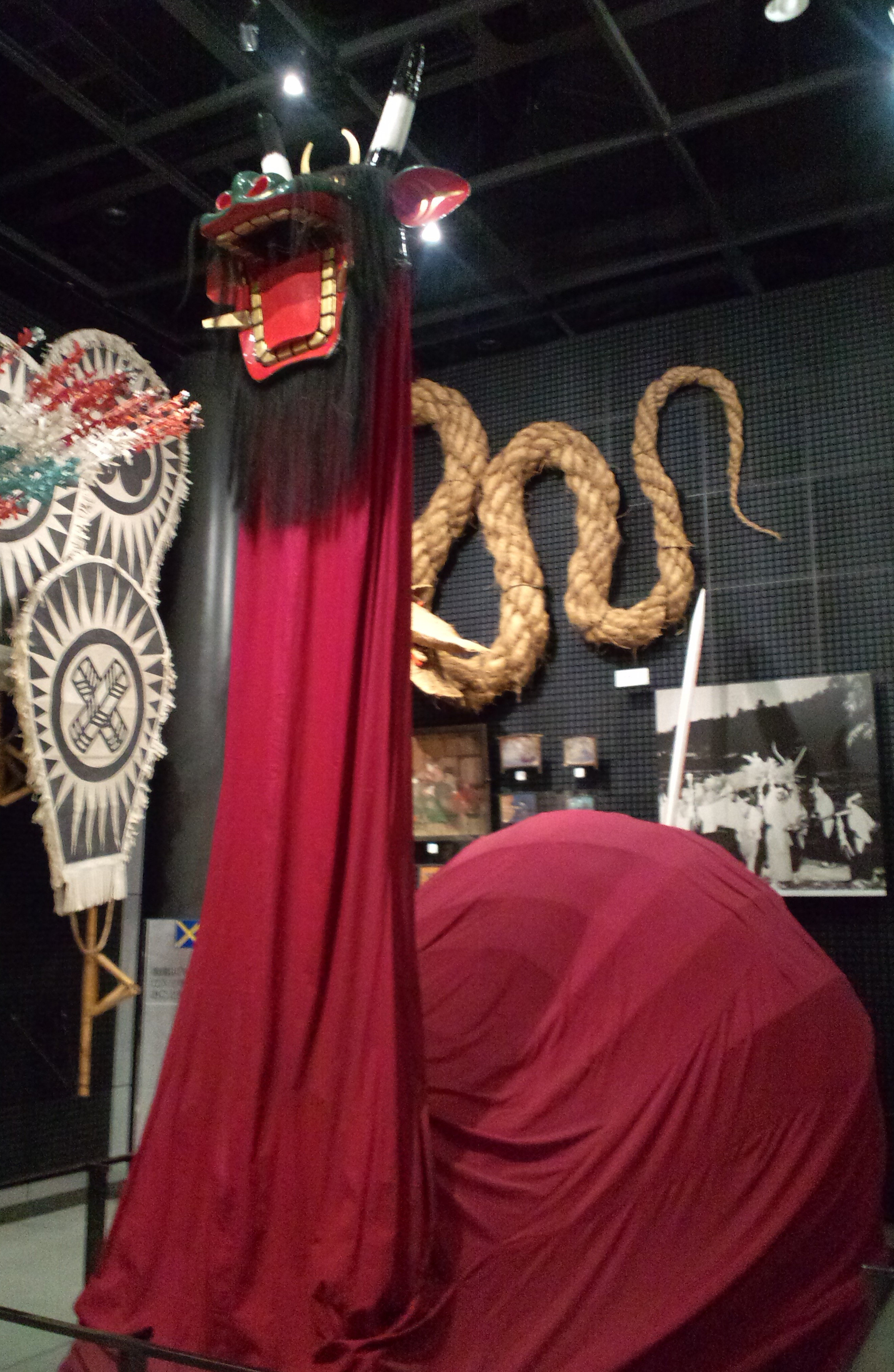
Japán Nemzeti Néprajzi Múzeum, Oszaka

A 82. Negoro-ji buddhista templomhoz tartozó parkoló közelében felállítottak egy szobrot, mely egy ushi-onit ábrázol. A legenda úgy tartja, hogy több száz évvel ezelőtt egy bikadémon tartotta rettegésben a várost: a helyieket megette, jószágaikat szintúgy. Egy szakképzett íjászt bíztak meg azzal a feladattal, hogy végezzen az állattal, amaz pedig sikerrel is járt, mindössze három nyílvesszővel. Az állat szarvát elvitte a templomba, majd az íjász tiszteletére szertartást végeztek. A démon szoborról azt mondják, távol tartja a többi démont. A történetnek egyébként minden bizonnyal van valóság alapja, ugyanis nem kizárt, hogy egy hatalmas állat tényleg élt a környéken. Könnyen lehet, hogy egy nagyobb emlősre hitték azt, hogy egy veszedelmes, mitikus lény. Annál is inkább valószínű, hogy az utóbbi történt meg, ugyanis a szentélyben található fosszíliák valódiak.

## Usi-oni a fesztiválokon
Ehime prefektúrában, különösképp Usidzsima városában és az azt környező területeken megrendezésre kerülő vallási fesztiválokon rendszeresen „részt vesz” egy usi-oni a díszfelvonulásokon. Ezt egy nagy méretű jelmezzel oldják meg.

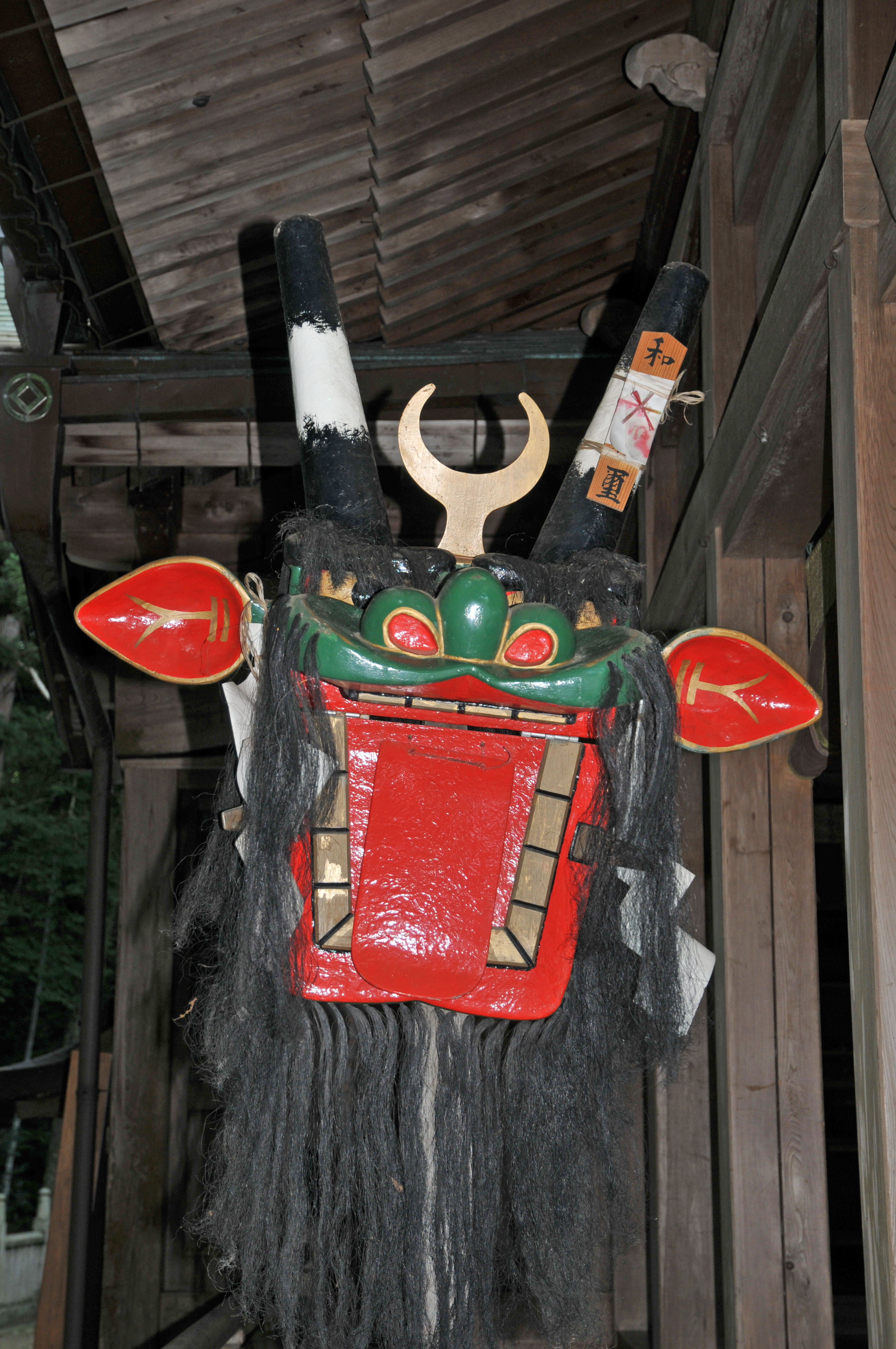
Gjúki álarc, Varei szentély, Uvadzsima

### Kivitelezése
A jelmez szerkezeti alapját képezi egy halom bambuszból épített teknőspáncél formájú test. A fejrésze - melyet hivatalosan a „kabu”-nak (かぶ) neveznek - összeköttetésben áll a farokrészével, melynek minden esetben kardformája van. A kabuhoz egy pár méter hosszú bambusz rudat csatlakoztatnak, melyet a jelmez másik oldalára felszerelt T alakú fogantyúval, az úgynevezett sumoku-val (shumoku; しゅもく) kötnek össze. A fogantyú segítségével szabadon mozgatható a jelmez. Az, hogy valaki a szerkezetet kezelheti, hatalmas megtiszteltetésnek számít. 
A már említett „kard” a jelmez fő részének belsejében kötéllel van rögzítve. 
A jelmezt borításától függően két csoportra osztják: elmaradottabb módszernek számít a pálmalevéllel borított test, fejlettebbnek, mikor piros vagy fekete színű kelmével takarják be.

### Hagyományok
Azt mondják, ha egy kisgyerek fejét megharapja az usi-oni, az nagyon okosan és bölcsen fog élni. Sokszor a szomszédos településekről is érkeznek emberek, akik magukkal hozzák gyermekeiket, kis unokájukat, hogy azokat megharapja az usi-oni.
Ezen kívül az usi-oni házról-házra jár a parádén, és beteszi fejét a kapualjakba, távol tartva így az ártó szellemeket. Az usi-onit gyerekek kísérik, akik bambuszból készült hangszeren játszanak.
Az Uvadzsimában megrendezett macurik (tradicionális japán fesztiválok) központjában kétségkívül a gjúki áll. Különösképp a július 22-e és 24-e között megrendezésre kerülő Varei Taiszai Uvadzsima Ushi-oni fesztiválon. Ez Sikoku egyik legnépszerűbb fesztiválja.
22-én az úgynevezett "Uwajima Gaiya Carnival"-lal nyitják meg a rendezvényt. Ez egy táncos-zenés esemény: ekkor a fiatalság felvonul a Kiszaija úton és az Usi-oni nevű utcán, és Uzaki Rjúdó zeneszerző dalaira táncolnak. 
23-án tartják az usi-oni parádét gyerekeknek. Ekkor a gyerekek egy kis usi-oni bábut visznek a vállukon, az Uvadzsima-öböl felett pedig tűzijátékokat lőnek fel.  
A fesztivál csúcspontja a 24-ei díszfelvonulás. Estefelé az emberek a Varei Szentély előtt elhaladva végig vonulnak a folyó mellett, melyet fáklyákkal és máglyával világítanak ki, szállítható kis szentélyeket cipelve a vállukon. Hasonlóan viszik a szentélyeket, mint egy gyaloghintó esetében. A folyóban található egy hatalmas bambusz: a három miniatűr szentélyt becipelik odáig és körbeállják a velük a fát. Az emberek a vízben haladva körbe-körbe járják a bambuszt. Eközben fiatal férfiak versengenek azon, hogy ki tud felmászni a legtetejére, és lehozni onnan a szent „szimbólumot”.